# Remix
Remix (výslovnost [ˈri:miks]) je přemíchání původní hudební nahrávky, které se liší od původního znění. Původní nahrávka může být rozšířena o prvky taneční hudby. Technologie remixu je často používána DJi v tanečních klubech. Remix či remastering se také dost často používá díky časté digitalizaci starých analogových hudebních nahrávek. Osoba, která remixuje hudbu, se nazývá remixér.

## Počátky remixu
Od počátku nahrávání zvuku na konci 19. století objevili různí lidé nové možnosti v rearanžování původních zvukových nahrávek. S nástupem magnetofonových pásek se stalo editování hudby mnohem jednodušší. V té době vznikali první předchůdci dnešní elektronické hudby – nové typy experimentální tvorby. Používaly se hudební smyčky a přirozené zvuky k vytváření různých zvukových kompozic.
Jiným způsobem využití možnosti nové aranže prvotních nahrávek byly tzv. medley [ˈmedli] – kombinace různých písniček do jedné jediné skladby.